# Nesselsdorf Präsident

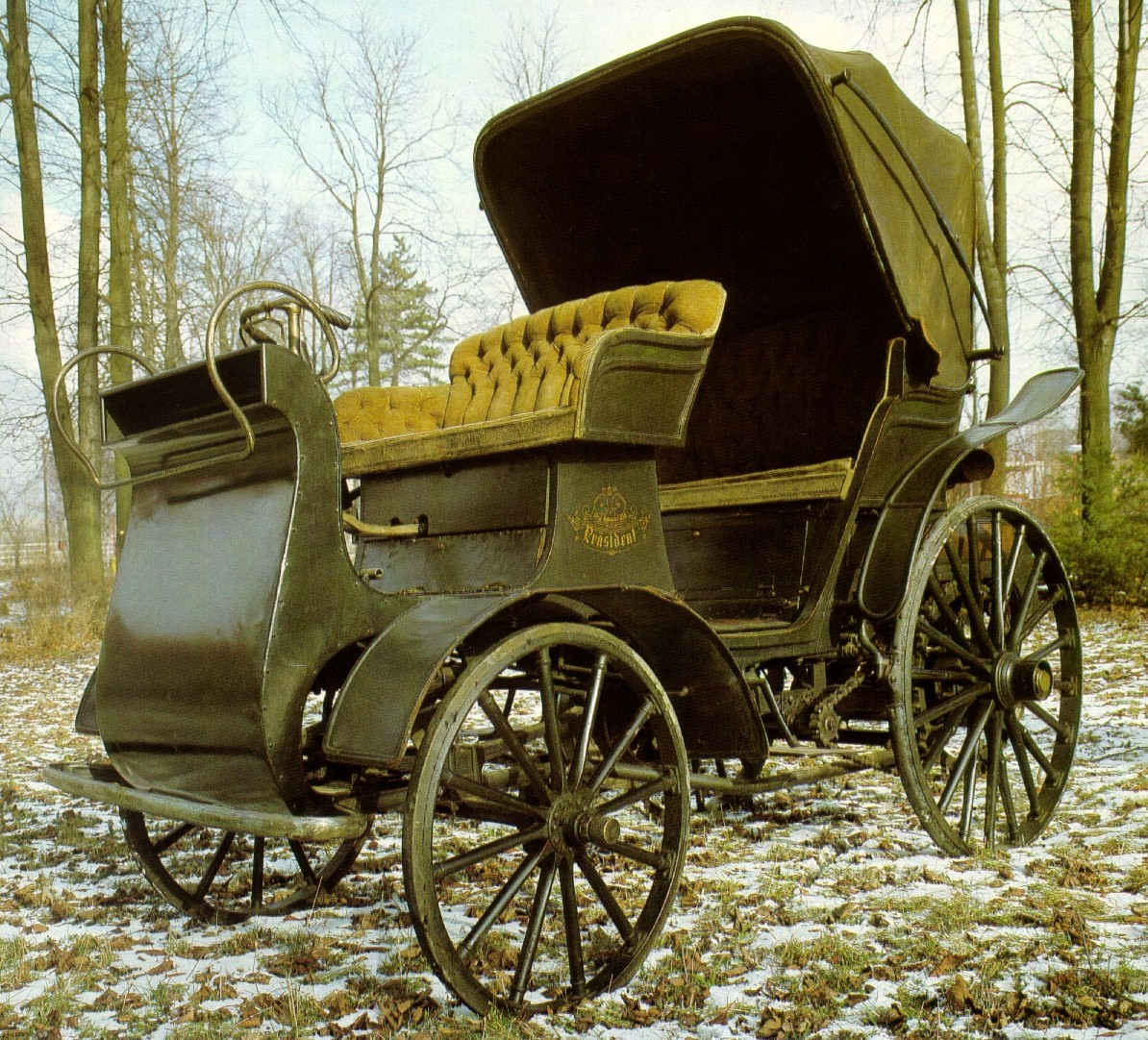

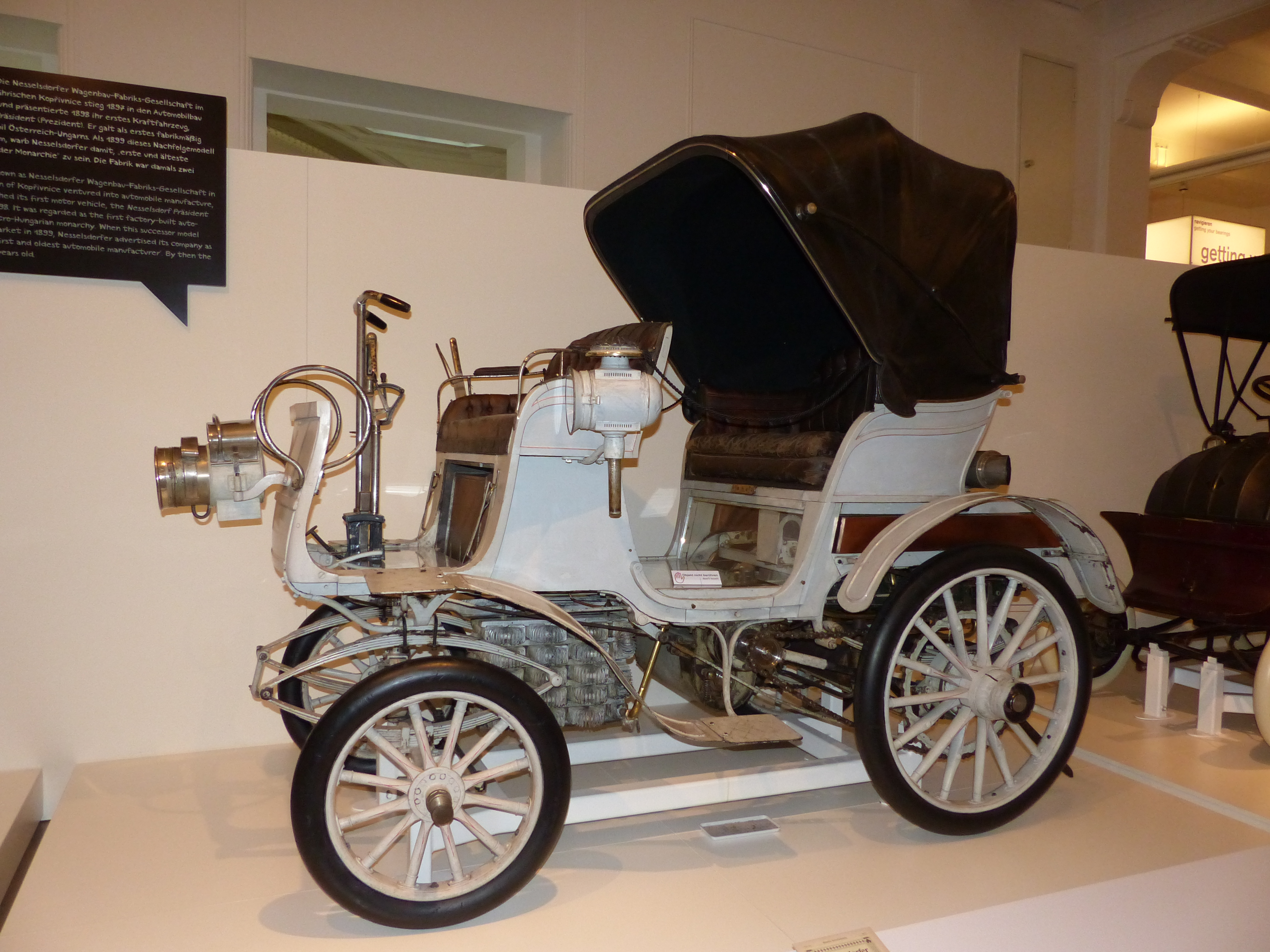
Nesselsdorf Präsident – Nachfolger

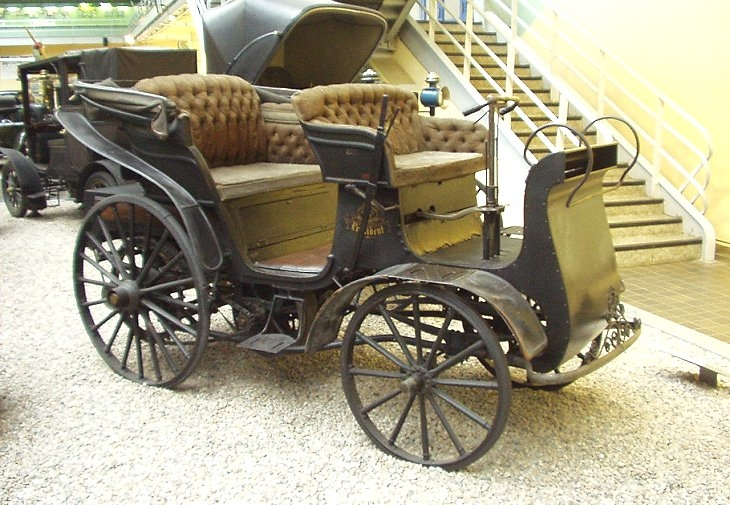
Nesselsdorf Präsident (1897)

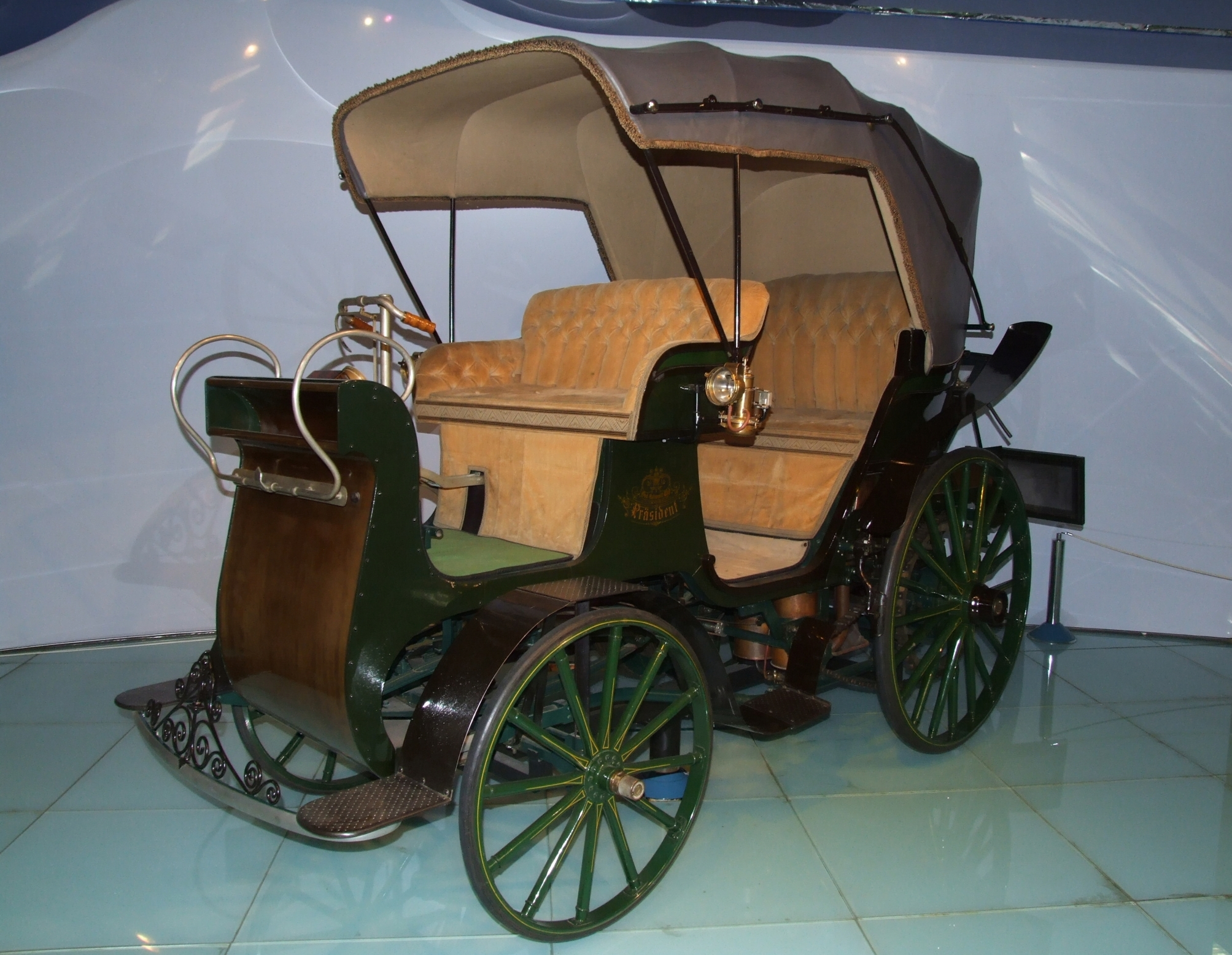
Replika

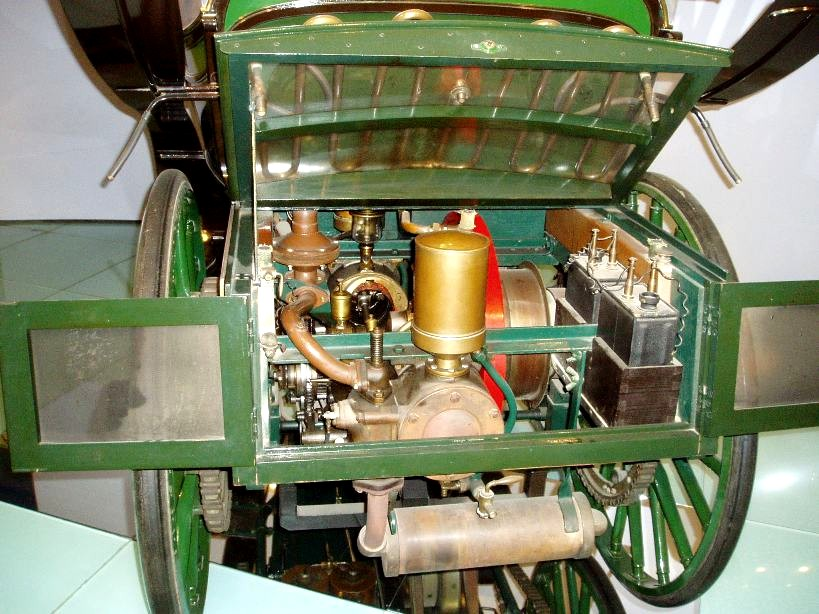
Motor des Präsident

Der Nesselsdorf Präsident war das erste Automobil der Nesselsdorfer Wagenbau-Fabriks-Gesellschaft. Er wurde 1897 konstruiert und 1898 vorgestellt. Dieser Wagen ist das erste auf dem Gebiet der späteren Tschechoslowakei in einer Fabrik gebaute Automobil. Sein Konstrukteur war Leopold Sviták (1856–1931).
Der Aufbau des viersitzigen, offenen Wagens mit dem Namen „Mylord“ war einer Kalesche des Herstellers nachempfunden.
Das Fahrzeug hatte liegend im Heck eingebaut einen Zweizylinder-Boxermotor des Mannheimer Automobilherstellers Benz & Cie. mit Oberflächenvergaser, 2750 cm³ Hubraum und einer Leistung von 5 PS (3,7 kW). Die Zündung des Benzin-Luftgemisches bewerkstelligte eine Bosch-Magnet-Abreißzündung. Zur Schmierung des Aggregates musste der Fahrer mehrere Tropföler betätigen. Der Motor hatte bereits Wasserkühlung: Hinter den Rücksitzen befand sich ein doppelwandiges, luftdurchströmtes Kondensrohr. Das Kondenswasser floss in zwei Behälter neben den Hinterrädern und von dort zurück zum Motor.
Die Motorkraft wurde von zwei gekreuzten Flachriemen auf eine Vorgelegewelle übertragen und von dort mit zwei Ketten zu den Hinterrädern. Das zweistufige Vorgelegegetriebe wurde mit dem Lenkstock betätigt: In der Mittelstellung war der Leerlauf, nach vorne geschoben war der Berggang eingelegt und für den Schnellgang musste der Fahrer den Lenkstock zu sich herziehen. Die Höchstgeschwindigkeit lag bei 28–30 km/h.
Das Fahrzeug war bereits mit zwei Bremsen ausgestattet. Die rechts außen am Aufbau sitzende Handbremse wirkte als Außenbandbremse auf die Vorgelegewelle. Mit einem Pedal konnte man – ebenfalls mit Außenband – die Naben der Hinterräder abbremsen. Der Wagen hatte Holzspeichenräder mit Vollgummireifen.
Von diesem Typ entstand nur ein Fahrzeug, das am 21./22. Mai 1898 vom Unternehmenschef Hugo Fischer von Röslerstamm und drei weiteren Fahrern von Nesselsdorf zur 1. Automobil-Ausstellung anlässlich des 50-jährigen Thronjubiläums von Kaiser Franz-Joseph I. nach Wien gebracht wurde. Nach Ende der Ausstellung verblieb es als Fahrschulfahrzeug beim Österreichischen Automobilclub und steht seit 1919 im Technischen Museum Prag.
1899 erschienen verschiedene wesentlich verbesserte Nachfolger, die unter dem Namen Nesselsdorf Präsident – Nachfolger zusammengefasst werden. Die insgesamt neun Fahrzeuge wurden einzeln benannt: Sie hießen Meteor, Nesselsdorf, Wien, Bergsteiger, Versucher, Adhof, Spitzbub, Balder und Metrans.
Ihre Motorleistung betrug nun bei gleichbleibendem Hubraum 6 PS (4,4 kW) bzw. für den Nesselsdorf 9 PS (6,6 kW). Die Verdampfungs-Wasserkühlung war geschlossenen Kreisläufen gewichen und der Primärtrieb vom Motor zum Vorgelege, das nun vier Gänge hatte, wurde mit Ketten anstatt Riemen bewerkstelligt. Die 905 bis 950 kg schweren Fahrzeuge erreichten 30–48 km/h. Alternativ zu den Vollgummireifen war auch Luftbereifung lieferbar.
Im Folgejahr erschien als Nachfolger der Typ A.
Das Wappen von Nesselsdorf zeigt einen Wagen dieser Baureihe.